# Glass (film)
Pour les articles homonymes, voir Glass.
Série
Split
(2017)
Pour plus de détails, voir Fiche technique et Distribution.
Glass ou Verre au Québec, est un film de super-héros américano-chinois réalisé par M. Night Shyamalan, sorti en 2019. Il fait suite à deux précédents films du réalisateur, Incassable (2000) et Split (2017).
David Dunn, l'homme « incassable », se lance à la poursuite de « La Bête », la personnalité surhumaine de Kevin Wendell Crumb. Elijah Price, le « Bonhomme qui casse », en hôpital psychiatrique depuis dix-neuf ans après avoir commis des attentats pour révéler les pouvoirs de Dunn, attend cet affrontement depuis sa cellule. Cependant, la psychiatre Ellie Staple veut les réunir pour les libérer de ce qu'elle considère comme un délire et les convaincre que leurs capacités surhumaines ne sont qu'une illusion.

## Synopsis
Kevin Wendell Crumb, l'homme aux vingt-trois personnalités, auxquelles s'ajoute la personnalité maléfique de la Bête, a tué à deux reprises depuis son émergence devant Casey Cooke. Il retient quatre jeunes filles qu'il séquestre dans une usine abandonnée. David Dunn travaille désormais dans son commerce de dispositifs de sécurité, aidé par son fils Joseph, tout en continuant les opérations coup de poing contre les délinquants, et la rumeur l'appelle le Superviseur. En recherchant la Bête, Dunn réussit à trouver son repaire et à libérer les jeunes filles. Son affrontement avec la Bête tourne court lorsque tous deux sont arrêtés par la police.
Envoyés dans un hôpital psychiatrique, ils sont étudiés par la psychiatre Ellie Staple, qui tente de les soigner de ce qu'elle considère comme un délire et les convaincre qu'ils n'ont pas réellement de pouvoir surhumain. Or Elijah Price, l'homme doté d'une intelligence extrême mais dont les os se brisent très facilement, est également interné dans cet hôpital, cloué à une chaise roulante et apparemment abruti par les médicaments.
Staple réunit les trois hommes dans une pièce et commence à faire douter David et les personnalités de Kevin de la réalité de leurs pouvoirs. Kevin reste toutefois dominé par ses personnalités multiples qui se succèdent les unes aux autres. Il demeure sous le contrôle des infirmiers grâce à un système de lampes à flash qui empêchent ses personnalités maléfiques de prendre le dessus. Casey, qui vit désormais en maison d'accueil depuis qu'elle a dénoncé son oncle pour ses abus, veut aider Staple. Au cours des retrouvailles, elle fait resurgir brièvement la personnalité de Kevin en posant sa main sur lui et en répétant son nom, avant que Dennis ne revienne.
En réalité, Elijah s'est arrangé pour remplacer les médicaments par de l'aspirine et a depuis longtemps contourné le système de serrure électronique. Une nuit, il va voir Kevin et le persuade que la Bête doit se révéler au grand jour dans le cadre d'un affrontement avec David. Comme dans les « comics », la révélation de leurs pouvoirs devra se produire dans un lieu public, en l'occurrence un gratte-ciel au moment de son inauguration.
Le lendemain matin, il est emmené de force pour subir une opération du lobe frontal, on comprend plus tard que celle-ci a échoué car il a saboté la machine.
Le soir-même, Elijah fait semblant d’être amorphe suite à l’opération et tranche avec un morceau de verre la gorge d'un gardien, retrouve Kevin et se fait conduire par lui dans les sous-sols, puis à l'extérieur du bâtiment. Il déprogramme également le système de jets d'eau qui retenait dans sa cellule David, qui est hydrophobe depuis qu'il a failli se noyer pendant son enfance, et menace de commettre un nouvel attentat dans un immeuble s'il ne se décide pas à nier la véracité de la théorie du Dr Staple.
L'affrontement entre les deux êtres surhumains a lieu sur le parking devant l'hôpital psychiatrique, sous les yeux de la psychiatre, de Joseph, de la mère d'Elijah et de Casey. David essaie de protéger les gardes tant bien que mal alors que la Bête détruit des voitures à mains nues. Leur affrontement se termine dans une citerne d'eau dont ils sont évacués avant de finir noyés.
Malgré leur force surhumaine, les deux hommes périssent à l'arrivée de la police : Kevin est tué par balle dans le ventre alors que Casey a réussi à refouler la personnalité de la Bête, tandis que David, encore affaibli, est noyé dans une flaque d'eau par un policier. Avant de mourir, il touche Staple et apprend la vérité : elle sait que les super-héros existent et son travail consiste en fait à les combattre, pour le compte d'une organisation secrète millénaire (dont les membres sont identifiables par un tatouage de trèfle sur le poignet). Quant à Elijah, il est également mort, victime de blessures multiples, après avoir révélé à Kevin, forcé par Joseph, qu'il l'a « créé » de la même manière qu'il a « créé » David : le père de Kevin est en réalité mort dans l'accident de train qu'Elijah a causé et qui a révélé la quasi-invulnérabilité de David, laissant Kevin en proie aux mauvais traitements infligés par sa mère qui entraîneront l'apparition de son trouble de la personnalité et de la Bête.
La mission de Staple semble accomplie, et sa méthode a selon elle fait ses preuves, mais elle se rend compte qu'Elijah, avant de sortir de l'hôpital, a organisé un transfert vers l'extérieur des images des caméras de vidéo-surveillance : son but n'était pas d'organiser un combat dans le gratte-ciel, mais de révéler au monde l'existence des super-héros via Internet. Ces vidéos sont en effet reçues par Mme Price, Casey et Joseph qui les diffusent et se rassemblent dans une gare pour observer les passants qui découvrent la vérité sur leurs téléphones et les journaux télévisés : les super-héros existent bel et bien.

## Fiche technique
Sauf indication contraire, les informations mentionnées dans cette section peuvent être confirmées par la base de données cinématographiques IMDb,  présente dans la section « Liens externes ».
- Titre original et français : Glass
- Titre québécois : Verre
- Réalisation et scénario : M. Night Shyamalan
- Musique : West Dylan Thordson
- Direction artistique : Jesse Rosenthal
- Décors : Chris Trujillo
- Costumes : Paco Delgado
- Photographie : Mike Gioulakis
- Son : Sean Garnhart, Skip Lievsay
- Montage : Luke Ciarrocchi et Blu Murray
- Production : M. Night Shyamalan, Jason Blum, Marc Bienstock et Ashwin Rajan

Production déléguée : Gary Barber, Roger Birnbaum, Kevin Scott Frakes et Steven Schneider
Production associée : Dom Catanzarite
Coproduction : John Rusk
- Sociétés de production[1] : Blinding Edge Pictures, Blumhouse Productions et Walt Disney Pictures, avec la participation de Buena Vista International et Universal Pictures, en association avec Perfect World Pictures
- Sociétés de distribution :
  - États-Unis, Canada : Universal Pictures
  - Hong Kong, Taïwan : Walt Disney Studios Motion Pictures
  - France, Belgique : Walt Disney Studios Motion Pictures
- Budget : 20 millions de $[2]
- Pays d'origine :  États-Unis,  Chine
- Langue originale : anglais, espagnol
- Format[3] : couleur - 35 mm - 2,39:1 (Cinémascope) - son Dolby Digital (Dolby Surround 5.1) | Dolby Atmos
- Genres : thriller, fantastique, drame, science-fiction, super-héros
- Durée : 129 minutes
- Dates de sortie[4] :
  - France : 16 janvier 2019
  - États-Unis, Québec[5] : 18 janvier 2019
- Classification[6] :
  -  États-Unis : Accord parental recommandé, film déconseillé aux moins de 13 ans (PG-13 - Parents Strongly Cautioned)[Note 1].
  -  Chine : Pas de système.
  -  France : Interdit aux moins de 12 ans (visa d'exploitation no 150040 délivré le 10 janvier 2019)[7],[8],[Note 2].

## Distribution
Sauf indication contraire, les informations mentionnées dans cette section peuvent être confirmées par la base de données cinématographiques IMDb,  présente dans la section « Liens externes ».
- James McAvoy (VF : Alexis Victor ; VQ : Alexandre L'Heureux) : Kevin Wendell Crumb / « La Horde »
- Bruce Willis (VF : Patrick Poivey ; VQ : Normand D'Amour) : David Dunn / « Le Superviseur »
- Samuel L. Jackson (VF : Thierry Desroses ; VQ : Éric Gaudry) : Elijah Price / « le Bonhomme qui casse » / « Mr Glass »
- Sarah Paulson (VF : Audrey Sourdive ; VQ : Mélanie Laberge) : Dr Ellie Staple
- Anya Taylor-Joy (VF : Lutèce Ragueneau ; VQ : Alice Pascual) : Casey Cooke
- Spencer Treat Clark (VF : Julien Bouanich ; VQ : Xavier Dolan) : Joseph Dunn
- Charlayne Woodard (VF : Maïk Darah ; VQ : Danièle Panneton) : Mme Price, la mère d'Elijah
- Luke Kirby (VF : Damien Boisseau ; VQ : Martin Watier) : Pierce
- Adam David Thompson (en) (VF : Damien Ferrette ; VQ : Frédérik Zacharek) : Daryl
- M. Night Shyamalan : (VF : Pierre Tessier) : Jai, l'agent de sécurité
- Marisa Brown : Carol
- Kimberly S. Fairbanks (VF : Annie Milon) : la directrice adjointe
- Johnny Hiram Jamison : Elijah Price, enfant
- Diana Silvers : une pompom girl

 Source et légende : version française (VF) sur RS Doublage
 Source et légende : version québécoise (VQ) sur Doublage.qc.ca

Photos des acteurs principaux au Comic-Con de San Diego
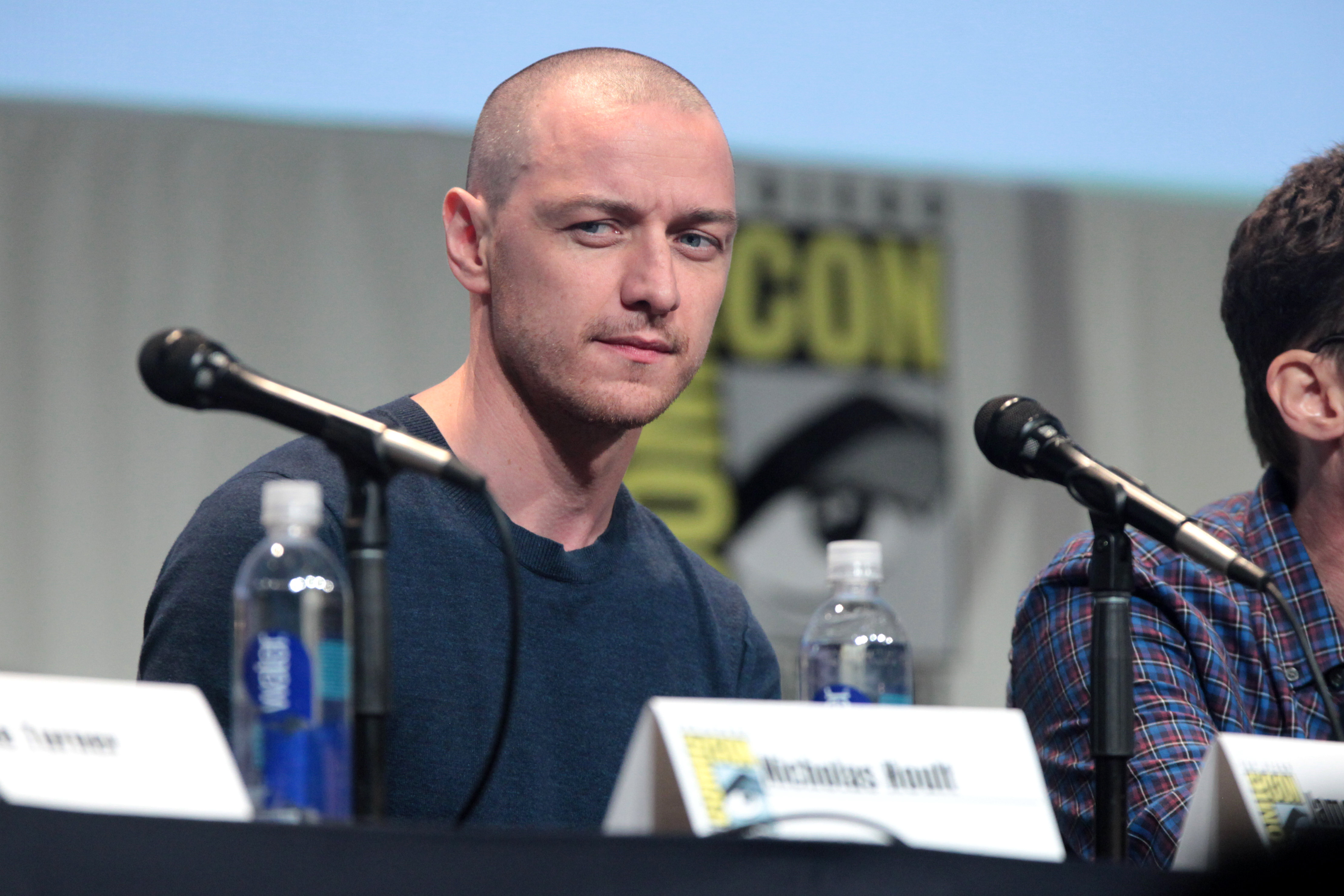
James McAvoy interprète le personnage de Kevin Wendell Crumb.
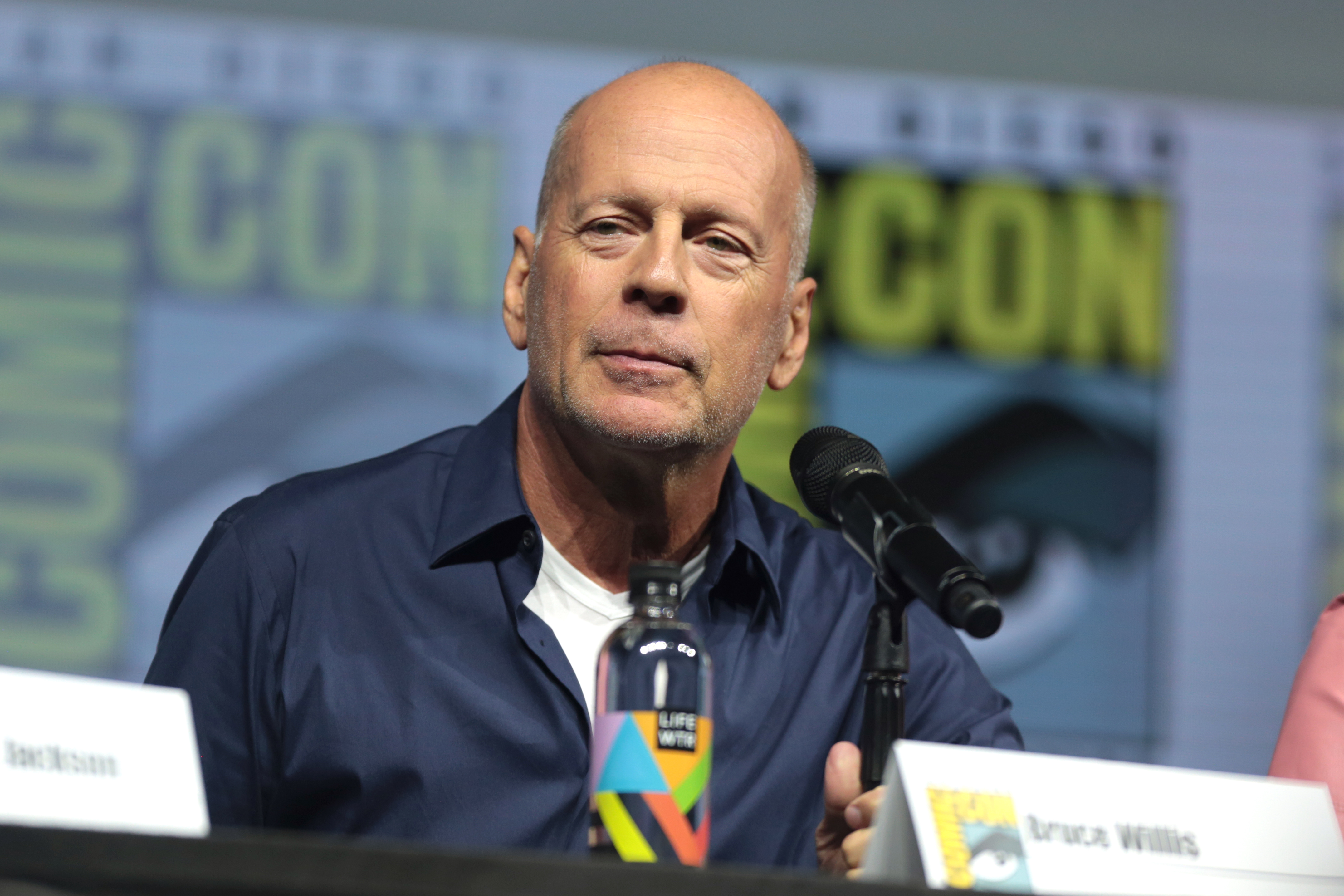
Bruce Willis dans le rôle de David Dunn.
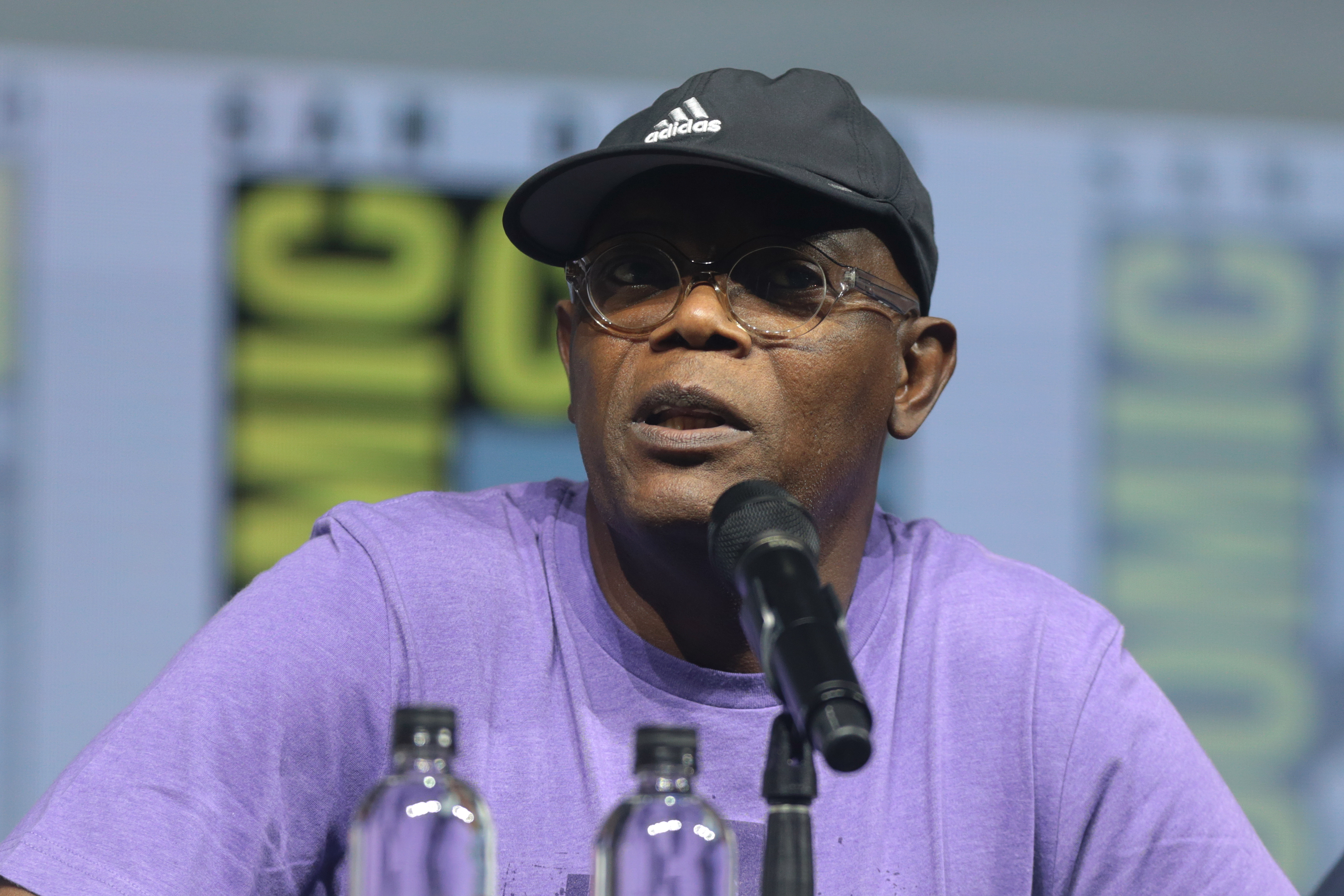
Samuel L. Jackson joue le rôle d'Elijah Price.
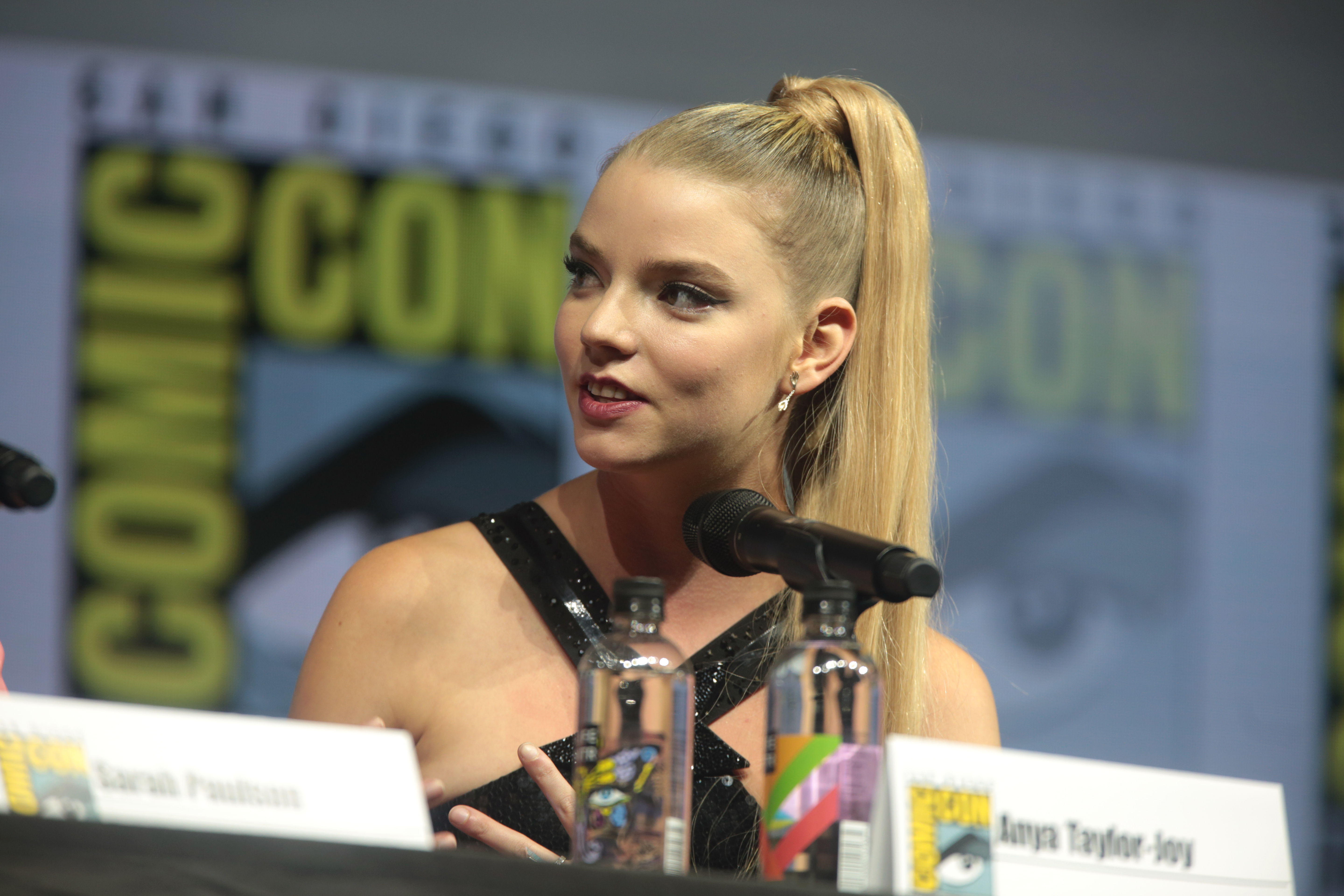
Anya Taylor-Joy redevient Casey Cooke.
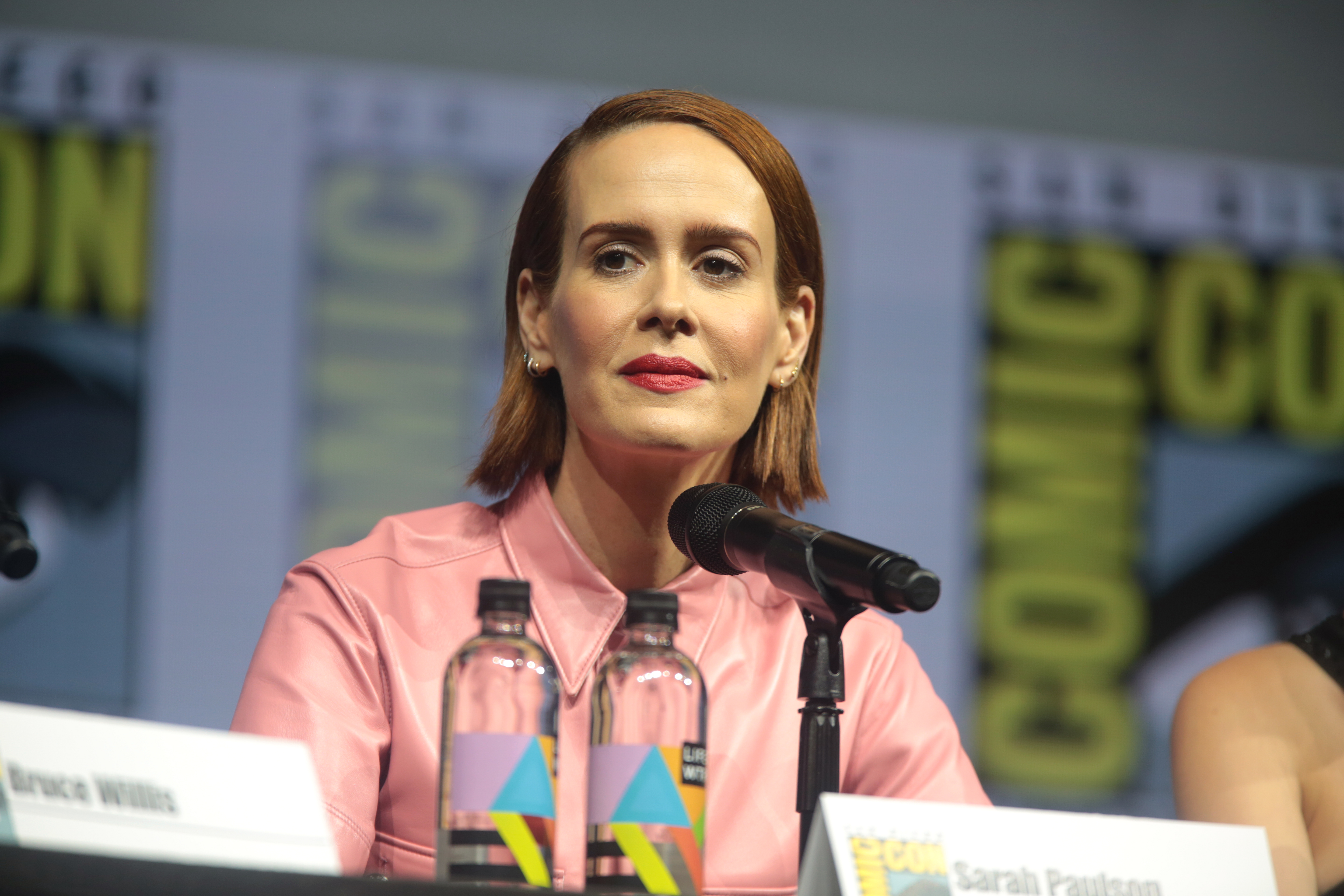
Sarah Paulson est le Dr Ellie Staple.

## Production

### Genèse et développement

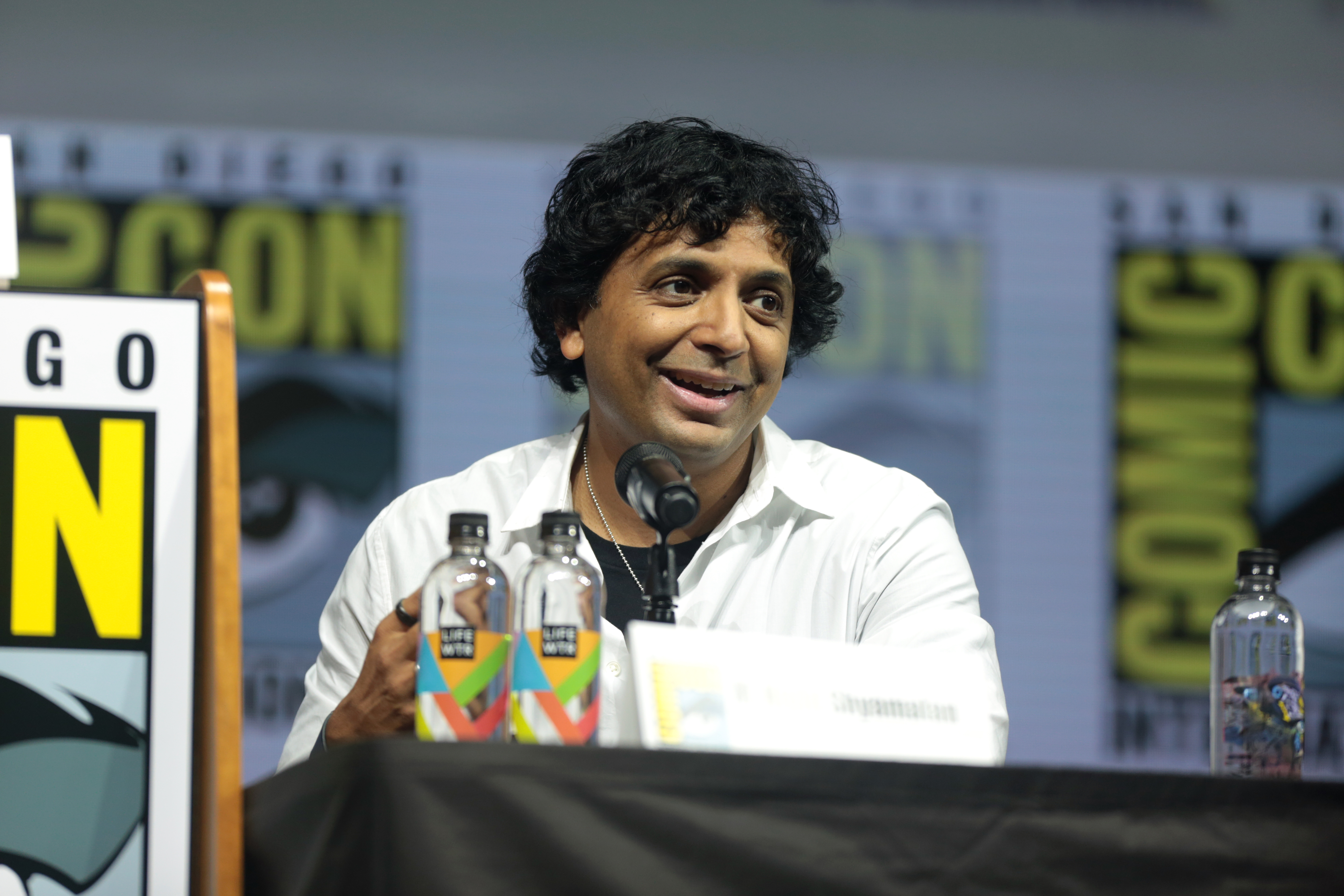
Le scénariste/réalisateur M. Night Shyamalan pour la promotion du film au San Diego Comic-Con 2018.

Après la sortie d’Incassable en 2000, des rumeurs ont fait état de suites possibles. L'acteur principal du film Bruce Willis dit alors vouloir une trilogie. En décembre 2000, M. Night Shyamalan réfute l'information qu’Incassable est le premier volet d'une trilogie. En août 2001, il révèle qu'à la suite du succès des ventes de DVD du film, Touchstone Pictures l'a approché pour une suite, une idée qu'il avait cependant soumise au studio, qui avait refusé en raison du box-office décevant du film. En septembre 2008, M. Night Shyamalan et Samuel L. Jackson expliquent qu'il y a des discussions pour une suite mais que les résultats en salles d’Incassable sont un frein. En février 2010, Bruce Willis se dit prêt à retrouver le réalisateur M. Night Shyamalan.
Split sort début 2017. Sa dernière séquence avec Bruce Willis révèle ainsi un lien avec Incassable, secret qui avait été jusque-là préservé. En mars 2017, M. Night Shyamalan révèle sur Twitter qu'il a commencé l'écriture du script d'un film faisant suite à Incassable et Split : « 11 pages de la première version du nouveau scénario. J'écris des lignes et des idées sur des petits bouts de papier et des serviettes en papier. Ça commence. [...] Première semaine d'écriture de la première version du scénario. 20 pages. Comme un rituel, je lis une nouvelle d'Elmore Leonard pour être inspiré. »
Pour la fin de sa trilogie, Shyamalan a mené son histoire vers la conclusion qu'il avait imaginée alors qu'il écrivait Incassable 19 ans auparavant, estimant à 7 versions du script,.

### Distribution des rôles

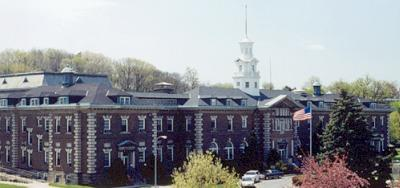
L'ancien hôpital psychiatrique d'Allentown a servi de décors au film.

En juillet 2017, Sarah Paulson rejoint la distribution. En septembre, deux acteurs de Incassable sont confirmés : Spencer Treat Clark et Charlayne Woodard. Ils reprennent ainsi 18 ans après leurs rôles respectifs de Joseph Dunn, le fils du personnage incarné par Bruce Willis, et celui de Mme Price, la mère du personnage campé par Samuel L. Jackson.

### Tournage
Le tournage débute le 2 octobre 2017 à Philadelphie, la ville de cœur du cinéaste,. L'hôpital utilisé pour le film est un ancien hôpital psychiatrique d'Allentown.

### Bande originale
La musique du film est composée par West Dylan Thordson, déjà à l'œuvre sur Split. Ce dernier incorpore des éléments des compositions de James Newton Howard pour Incassable. Dans le film, on peut par ailleurs entendre diverses chansons absentes de l'album : Shankbone Old School de Déjà vu, Crazy About You de The Gunboat Diplomats, True Love de Jimmy Spellman, I Never Dreamed I Loved You de Connie Conway, House of Cards de Diane Fortune, Only The Light Knows de Vernous, Once It Was Mine de Judy Lunn et We're Changing de Corners.
Liste des titres
1. Physicks - 1:21
2. Brick Factory - 3:30
3. Pink Room - 1:24
4. Cycles - 4:57
5. Backfire - 1:12
6. Remember - 1:49
7. Escape - 3:31
8. David & Elijah - 1:45
9. Pierce - 2:14
10. Belief - 3:03
11. Thru the Basement - 1:11
12. Parking Lot - 5:13
13. Unraveling - 1:56
14. Ordinary Man - 2:07
15. Kevin & Casey - 2:11
16. Checkmate - 2:08
17. Origin Story - 9:48

## Accueil

### Critiques
Aux États-Unis, le film reçoit des critiques mitigées. Sur l'agrégateur américain Rotten Tomatoes, Glass n'obtient que 36% d'avis positifs pour 249 critiques et une note moyenne 5⁄10. Sur Metacritic, il décroche une moyenne de 42⁄100 pour 47 critiques.
En France, la presse est plus enthousiaste, avec une note moyenne de 3,5/5 sur Allociné. Plusieurs mettent en avant le retour de Shyamalan, comme Le Figaro : « Avec Glass, dernier volet d'une trilogie, le réalisateur de Sixième sens confirme son retour au premier plan à Hollywood. » Mais aussi Le Monde : « Le nouveau film du réalisateur américain confirme son statut de dernier grand romantique d’Hollywood. »

### Box-office
| Pays ou région        | Box-office        | Date d'arrêt du box-office | Nombre de semaines |
| --------------------- | ----------------- | -------------------------- | ------------------ |
| États-Unis Canada     | 111 048 468 $     | 4 avril 2019               | 11                 |
| France                | 1 290 169 entrées | 2 avril 2019               | 11                 |
| Allemagne             | 933 200 entrées   | 10 avril 2019              | 12                 |
| Italie                | 578 253 entrées   | 13 mars 2019               | 8                  |
| Espagne               | 911 576 entrées   | 13 mars 2019               | 8                  |
| Total hors États-Unis | 135 950 571 $     | 12 mai 2019                | 16                 |
| Total mondial         | 246 999 039 $     | 12 mai 2019                | 16                 |

## Distinctions
Entre 2019 et 2020, Glass a été sélectionné 17 fois dans diverses catégories et a remporté 2 récompenses,.

### Distinctions 2019-2020
| Année | Festivals de cinéma                                                                | Catégorie / Récompense                                              | Nommé(es) / Lauréat(es) | Nommé(es) / Lauréat(es) |
| ----- | ---------------------------------------------------------------------------------- | ------------------------------------------------------------------- | ----------------------- | ----------------------- |
| 2019  | Académie des films de science-fiction, fantastique et d'horreur - Saturn Awards    | Meilleur film d'action ou d'aventure                                | -                       | Nomination              |
| 2019  | Cercle des critiques de cinéma de Londres                                          | Jeune actrice britannique de l'année                                | Anya Taylor-Joy         | Nomination              |
| 2019  | Prix Fright Meter (Fright Meter Awards)                                            | Meilleur acteur dans un second rôle                                 | Samuel L. Jackson       | Nomination              |
| 2019  | Prix Fright Meter (Fright Meter Awards)                                            | Meilleur acteur dans un second rôle                                 | James McAvoy            | Nomination              |
| 2019  | Prix Fright Meter (Fright Meter Awards)                                            | Meilleure actrice dans un second rôle                               | Sarah Paulson           | Nomination              |
| 2019  | Prix Fright Meter (Fright Meter Awards)                                            | Meilleur réalisateur                                                | M. Night Shyamalan      | Nomination              |
| 2019  | Prix de la bande-annonce d'or                                                      | Prix de la bande-annonce d'or de la Meilleure affiche d’un thriller | -                       | Lauréat                 |
| 2019  | Prix de la bande-annonce d'or                                                      | Meilleur affiche de film                                            | -                       | Nomination              |
| 2019  | Prix de la bande-annonce d'or                                                      | Affiche la plus originale                                           | -                       | Nomination              |
| 2019  | Prix du public                                                                     | Film dramatique de l'année                                          | -                       | Nomination              |
| 2019  | Prix du public                                                                     | Star de film dramatique de l'année                                  | Samuel L. Jackson       | Nomination              |
| 2019  | Prix du public                                                                     | Star de film dramatique de l'année                                  | Sarah Paulson           | Nomination              |
| 2019  | Prix nationaux du cinéma et de la télévision (National Film and Television Awards) | Meilleur acteur                                                     | James McAvoy            | Nomination              |
| 2019  | Prix Schmoes d'or (Golden Schmoes Awards)                                          | La plus grande déception de l'année                                 | -                       | Nomination              |
| 2020  | Société des critiques de cinéma d'Hawaii (Hawaii Film Critics Society)             | Pire film de l'année                                                | -                       | Nomination              |
| 2020  | Prix Razzie,                                                                       | Pire second rôle masculin                                           | Bruce Willis            | Nomination              |
| 2020  | Prix Yoga (Yoga Awards)                                                            | Prix Yoga du Pire réalisateur étranger                              | M. Night Shyamalan      | Lauréat                 |